# 德维尼察农村居民点 (索科尔区)
德维尼察农村居民点（俄语：Сельское поселение Двиницкое）是俄罗斯联邦沃洛格达州索科尔区所属的一个农村居民点。其下辖有30个居民点，行政中心为切克希诺。据2015年统计，该农村居民点的人口为803人。